# Cro (rappeur)
Pour les articles homonymes, voir Cro.
Cro, né Carlo Waibel le 31 janvier 1990 à Mutlangen, est un rappeur, chanteur, et producteur allemand, sous contrat avec le label Chimperator Productions (de). Il décrit sa musique de « raop », un mélange de musique rap et pop.

## Biographie

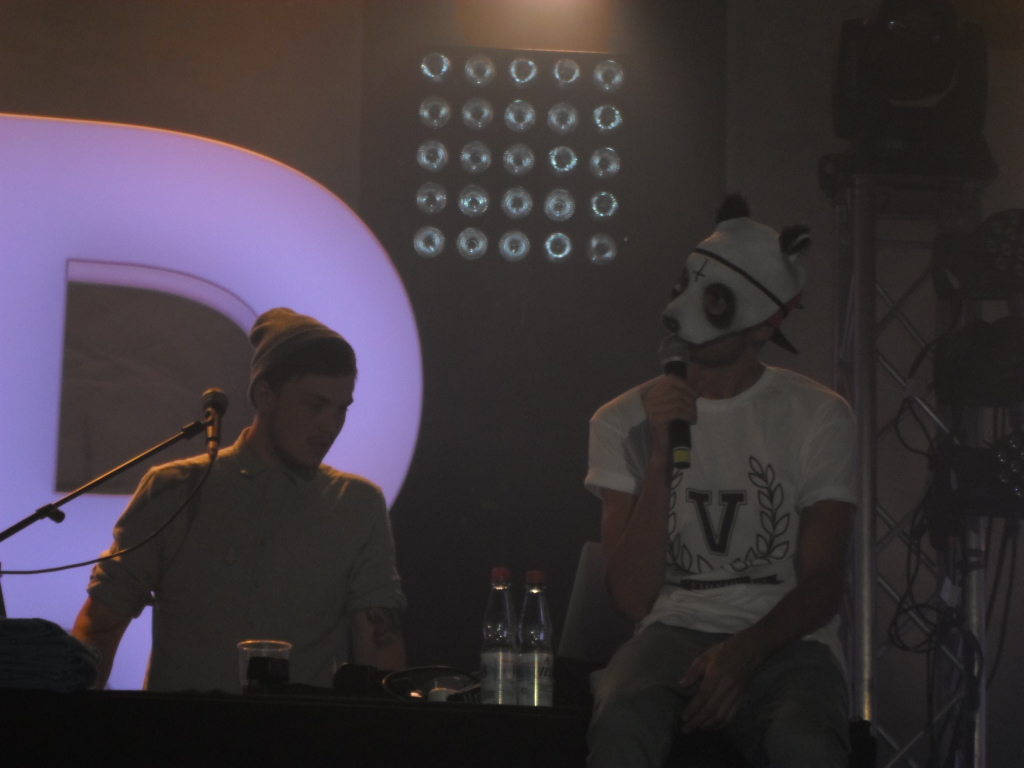
Cro et Psaiko.Dino en concert à Hanovre.

Cro commence à l'âge d'environ dix ans à enregistrer de la musique. Il apprend le piano et la guitare et fréquente le lycée professionnel Gutenberg à Stuttgart. Entre 2006 et 2008, il prend le pseudonyme de Lyr1c sur la plateforme web Reimliga Battle Arena, et publie en 2009 sa première mixtape Trash.
Le 11 février 2011, il sort en téléchargement libre sa mixtape Meine Musik qu'il a entièrement interprétée, écrite et produite. Le rappeur Kaas le repère. En avril, il sort son premier clip Dreh auf qu'il a lui-même réalisé. Cro est aussi designer : il conçoit des vêtements sous la marque Vio Vio T-Shirts qu'il vend par Internet. Il a suivi une formation d'infographiste et est dessinateur un certain temps au Stuttgarter Zeitung.
Kaas fait se rencontrer Cro, Sebastian Andrej Schweizer, le fondateur de Chimperator, et Kodimey (de). Fin septembre, il réalise d'abord le clip d'un nouvel artiste du label. Il signe avec le label en octobre. Du 30 octobre au 7 novembre, il fait la première partie de la tournée allemande de Madcon. Que ce soit pour des photos officielles, sur son blog ou en concert, Cro porte un masque de panda. Psaiko.Dino, son DJ, est son porte-parole, en particulier dans des vidéos sur son blog.

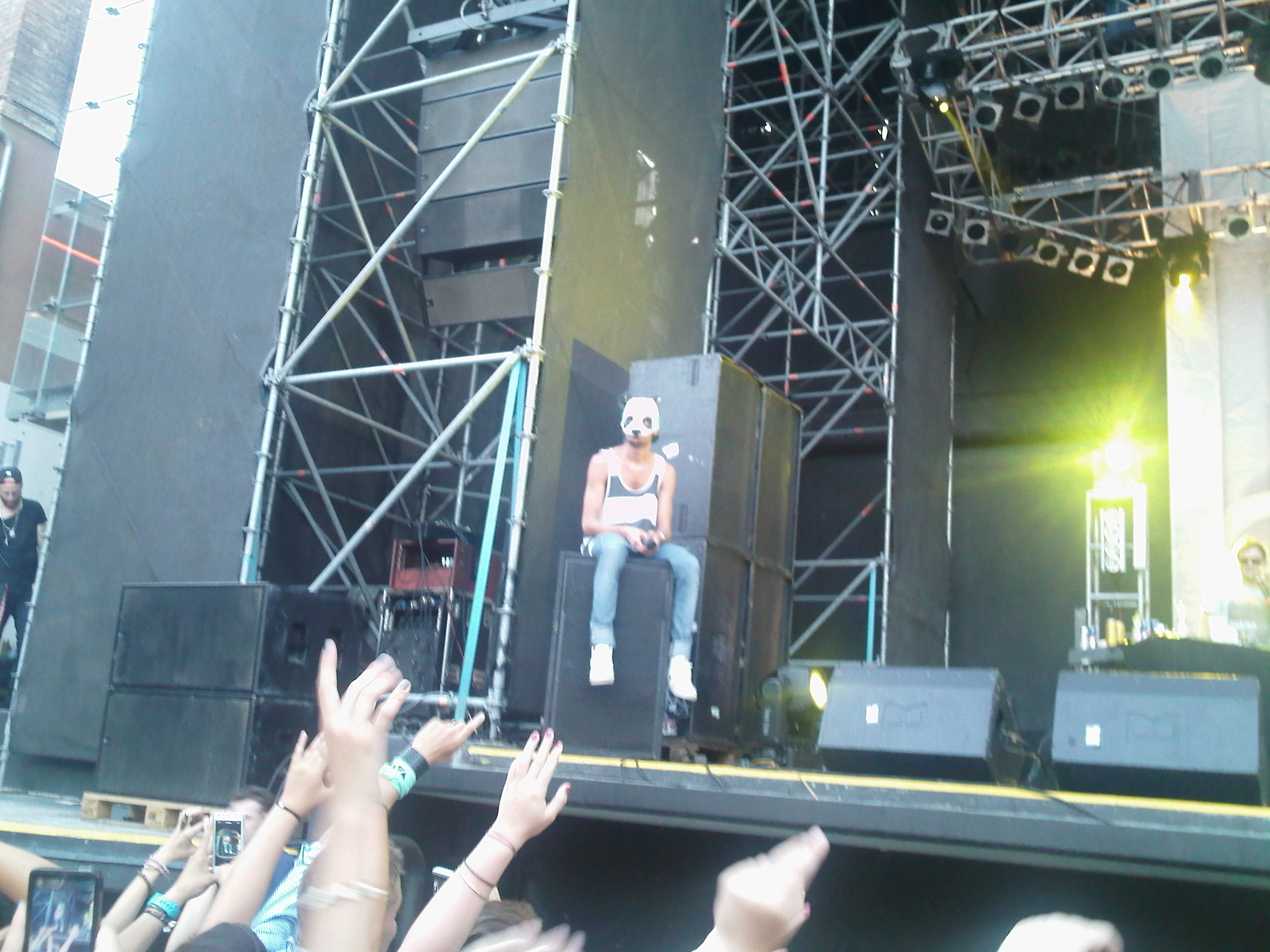
Cro en concert à Vienne le 5 juillet 2012.

En novembre 2011, il sort son clip Easy, réalisé par Harris Hodovic, sur la chaîne web tape.tv, qui annonce la sortie de son album. Easy obtient sur YouTube 500 000 vues après deux semaines, 1,7 million début 2012 et 16 millions mi-mai après s'être fait remarquer par le blog américain hypetrak.com. En 2012, le clip est visionné au total à plus de 48 millions de fois. Easy sort aussi sur les plateformes françaises. Le chanteur funk et hip-hop Jan Delay qualifie sur sa page Facebook Cro d'avenir du rap allemand. Viennent ensuite les clips de Hi Kids et Kein Benz. En décembre, sort la mixtape Easy qui obtient un grand succès auprès de la critique.
Début 2012, il refuse les offres des majors puis signe un contrat avec Universal Music. Le 27 janvier, il entame la tournée Pandas gone wild ! accompagné de Psaiko.Dino. Le clip Hi Kids obtient un million de vues sur Youtube en février puis 3 millions à la mi-avril. Outre une version standard, le single Easy sort aussi dans une édition limitée comprenant des duos. Il est numéro 2 des ventes à sa sortie et obtient un disque d'or. Du 29 juin au 1er juillet, les singles Du, King of Raop et Meine Zeit sont en vente (entrant, tous, dans le top 100 des ventes) ainsi que leur clip avant l'album Raop, le 6 juillet. En octobre, il fait une tournée en Allemagne, en Autriche et en Suisse.
Le 5 juillet 2013, il ressort cet album avec cinq chansons supplémentaires sous le nom de Raop +5. Le single Whatever devient numéro un des ventes.

## Discographie

### Albums studio
- 2012 : Raop
- 2014 : Melodie
- 2017 : Tru
- 2021 : Trip

- 2009 : Trash (Lyr1c & DaJuan)
- 2011 : Meine Musik
- 2011 : Easy
- 2013 : Sunny

- 2012 : Easy
- 2012 : Hi Kids
- 2012 : Du
- 2012 : King of Raop
- 2012 : Meine Zeit
- 2012 : Einmal um die Welt
- 2012 : Ein Teil
- 2012 : Nie mehr
- 2012 : Horst & Monika
- 2013 : Whatever
- 2013 : Wie du
- 2014 : Traum
- 2014 : Bad chick
- 2017 : Unendlichkeit
- 2018 : 10419
- 2018 : oneway
- 2018 : Victoria's Secret
- 2019 : 1975 (avec Majan)
- 2019 : 1000 hits (avec Jamule)
- 2020 : C
- 2020 : C#2
- 2020 : C#3
- 2020 : C#4
- 2020 : C#5
- 2020 : C#6
- 2020 : Fall Auf (avec badchieff)
- 2020 : endless summer
- 2020 : lmf2
- 2020 : dich
- 2020 : hoch
- 2021 : ALLES DOPE
- 2021 : SYGL (avec Shindy)
- 2021 : HÖR NICHT AUF
- 2021 : SUPERWOMAN
- 2021 : NICE
- 2021 : CLOUD 7 (avec Dardan)

### Autres
- 2011 : Kein Benz (chanson libre)
- 2011 : Hi Kids (chanson libre)
- 2011 : F*ck You (chanson libre)
- 2011 : Dreh auf (vidéo)
- 2012 : Einfach so (70.000 Pandas) (chanson libre)
- 2012 : Wir sind da (100.000 Pandas) (chanson libre)
- 2012 : Nie mehr (avec Casper et Timid Tiger) (chanson libre)
- 2012 : Didn’t I (200.000 Pandas) (chanson libre)
- 2012 : Mach die Augen auf (chanson libre)
- 2012 : 400.000 Pandas erinnern sich (avec DaJuan) (chanson libre)
- 2012 : Super Gelaunt (chanson libre)
- 2012 : Dajuan feat. Cro - Up & Down (Dajuan - Play Mixtape)
- 2012 : Dajuan feat. Cro - Unsere Jugend (Dajuan - Play Mixtape)
- 2012 : Max Herre feat. Cro & Clueso - Fühlt Sich Wie Fliegen An (Max Herre - Hallo Welt!)

## Distinctions
- 2012 : Bambi
- 2012 : Disque d'or pour le single Du
- 2012 : Disque de platine pour le single Easy
- 2012 : Disque de platine pour l'album Raop
- 2013 : ECHO (Kategorie: „Hip Hop/Urban“)
- 2013 : ECHO (Kategorie: „Newcomer national“)
- 2014 : 1LIVE Krone: Bestes Album (Melodie)
- 2014 : 1LIVE Krone: Beste Single (Traum)
- 2015 : 1LIVE Krone: Bestes Album (MTV Unplugged)